# José María de la Riva
José María de la Riva Amez (Madrid, 13 de septiembre de 1952) es un político socialista español.

## Biografía
Nacido en Madrid, ingresó en el PSOE en 1973. Estudiante de la Universidad Autónoma de Madrid, se licenció en Filosofía y Letras especialidad de Geografía e Historia.
Afiliado a UGT desde 1973, antes de su actividad política se dedicó a la docencia y a auditorías para empresas, actividades de las cuales no se ha desmarcado nunca. Su formación, especializada en la geografía y en el urbanismo han marcado su actividad política.
Antes de ser concejal, fue Vocal-Vecino de la Junta Municipal de Carabanchel (1978-1981) y Secretario General de FETE-UGT Madrid (1980-1982).
En noviembre de 1981 se incorpora como concejal al consistorio madrileño, permaneciendo como edil hasta 1999. En el Ayuntamiento de Madrid ha sido Concejal vocal adscrito a varias Juntas Municipales (Carabanchel, Retiro y Arganzuela) y como Concejal Delegado de las áreas de Coordinación y Participación, Régimen Interior y Personal, así como Secretario General del Grupo Municipal Socialista (1983-1998), concejal Presidente de la Junta de Distrito de Villaverde (1981-1984) y Portavoz Adjunto del Grupo Municipal Socialista (1998-1999). De 1983 a 1989 fue Secretario y Portavoz de los Gobiernos del Ayuntamiento de Madrid, siendo alcalde el socialista Enrique Tierno Galván y posteriormente Juan Barranco. Durante estos años también participó en las distintas Comisiones Informativas y en varios Consejos de Administración y Patronatos.
A nivel interno del PSOE también se ha mostrado muy activo: 
- En el PSOE ha sido miembro del Comité Federal de 1984 a 2001, formando parte de la mesa del 34 Congreso Federal.
- En el PSM, antigua FSM, es miembro del Comité Regional desde 1981 y ha presidido los diferentes Congresos Regionales entre 1983 y 1994
- Ha sido Presidente de la Agrupación Socialista de Carabanchel desde 1981 a 2008, siendo Secretario General Joaquín García Pontes. En la actualidad es consejero de Caja Madrid por el sector de impositores y sigue siendo miembro del Comité Regional del PSM.

En 1999 se reincorporó a las actividades docentes como profesor de Geografía e Historia en el IES San Fernando, simultaneando con la docencia en congresos y seminarios de distintas universidades, publicando en diferentes revistas especializadas y periódicos y realizando el doctorado, todo ello centrado en temas de planificación urbana, desarrollo sostenible, políticas de vivienda, mercado inmobiliario.
Fue profesor Honorario de Geografía en la Universidad Autónoma de Madrid hasta que salió a la luz su imputación
Fue imputado en el año 2014 tras el escándalo de las Tarjetas Black de Caja Madrid (Bankia) con más 200 000 € gastados en cuestiones personales.
Tras este caso fue expulsado del PSOE. Entró en prisión el 25 de octubre de 2018.
José María de la Riva está casado y tiene tres hijos.